# Square (Einheit)
Das Square (Quadrat) ist ein nicht-metrisches Flächenmaß, das in den USA und Kanada verwendet wird und früher in Australien zur Angabe der Grundfläche von Häusern verwendet wurde. 
1 Square entspricht einer quadratischen Fläche mit einer Seitenlänge von 10 Fuß, also 100 Quadratfuß beziehungsweise 9,290304 Quadratmeter.
Dabei bezog sich die Angabe in Square nicht auf die Nutzfläche, sondern auf die gesamte Grundfläche unter dem Dach, einschließlich der Fläche unter den Dachvorsprüngen. Daher blieb das Maß auch nach der Einführung des metrischen Systems bei Immobilienhändlern beliebt, denn so konnte man ein Gebäude in der Beschreibung größer wirken lassen. Inzwischen wird die Gebäudefläche auch in Australien in der Regel in Quadratmetern angegeben.